# KamAZ
KamAZ (en russe : КамАЗ, abréviation de Камский автомобильный завод,  KAMski Avtomobil'ny Zavod, usine automobile de la Kama), est une entreprise russe fondée en 1969 et spécialisée dans la fabrication de camions, autobus et moteurs Diesel. KamAZ a produit 38 192 véhicules en 2017, 11% de plus qu'en 2016 (34 432 unités). 

## Description

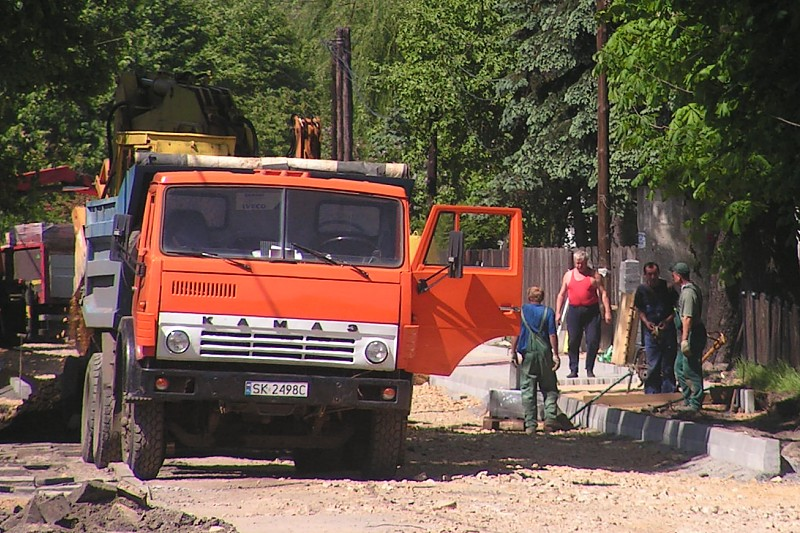
KamAZ-55111 sur un chantier.

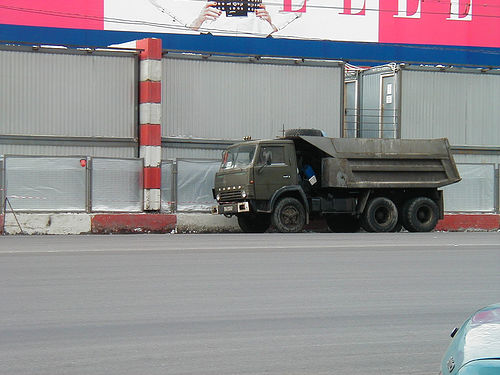
KamAZ.

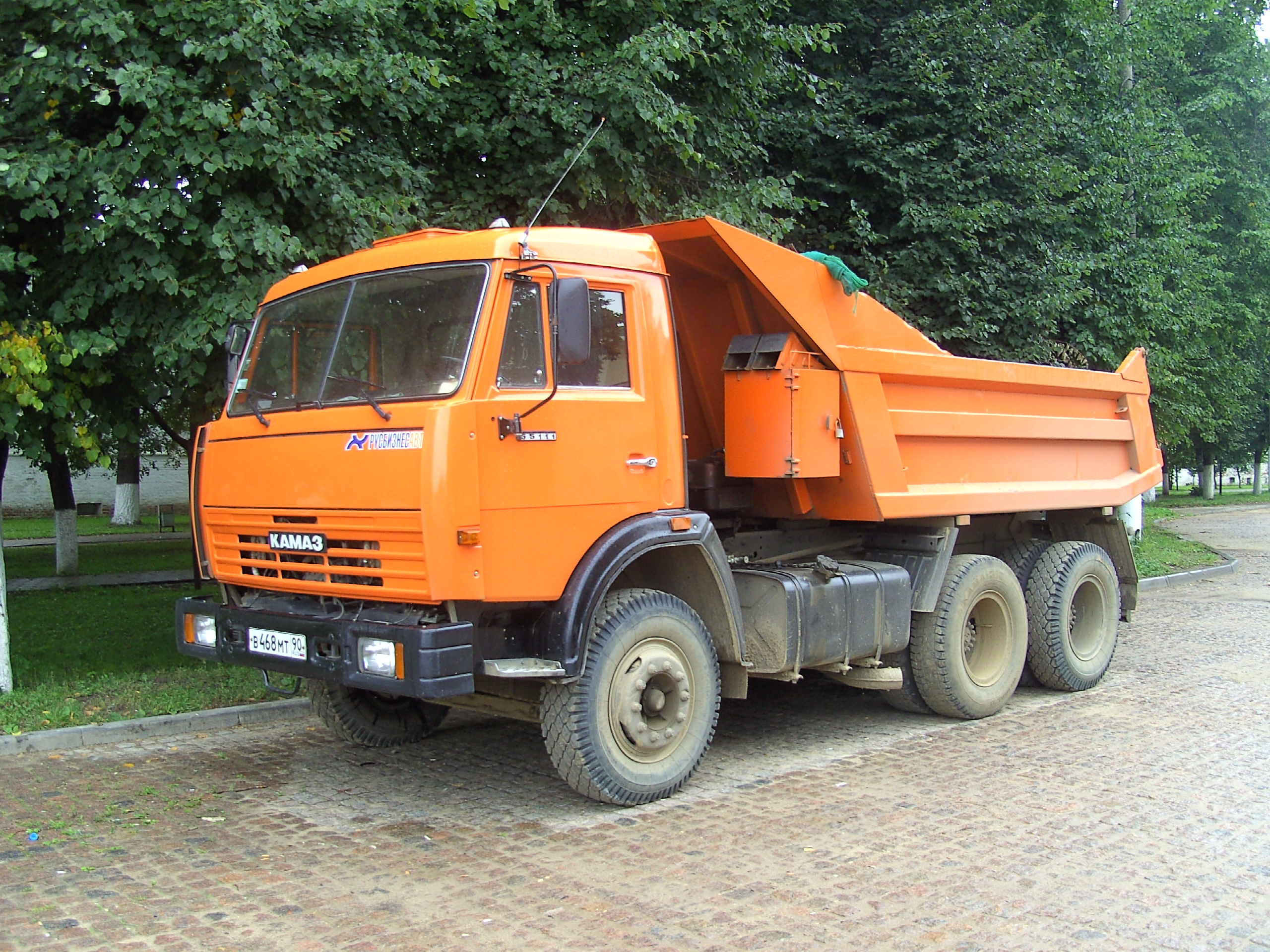
KamAZ-55111.

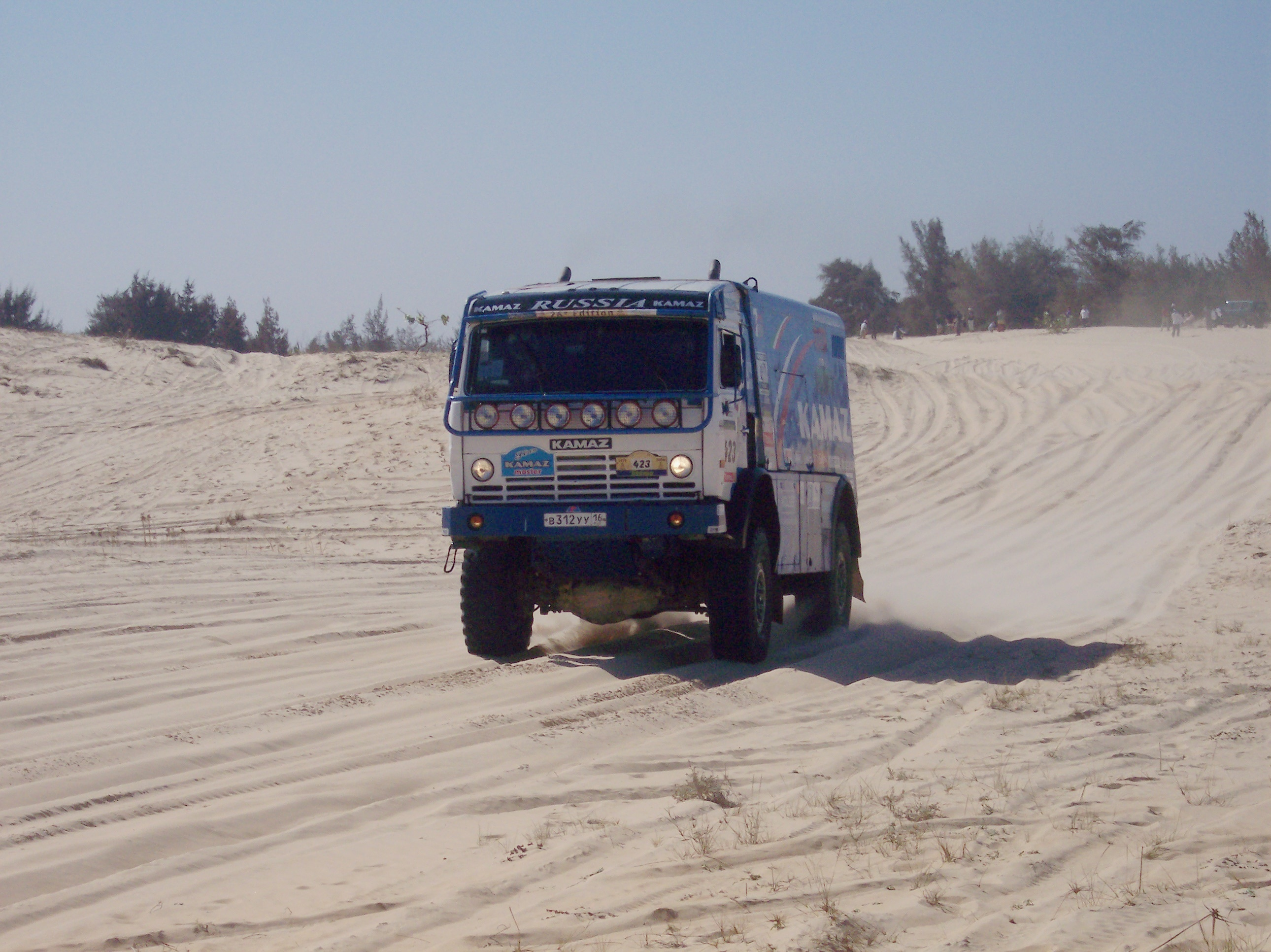
Camion KamAZ sur le rallye Paris-Dakar.

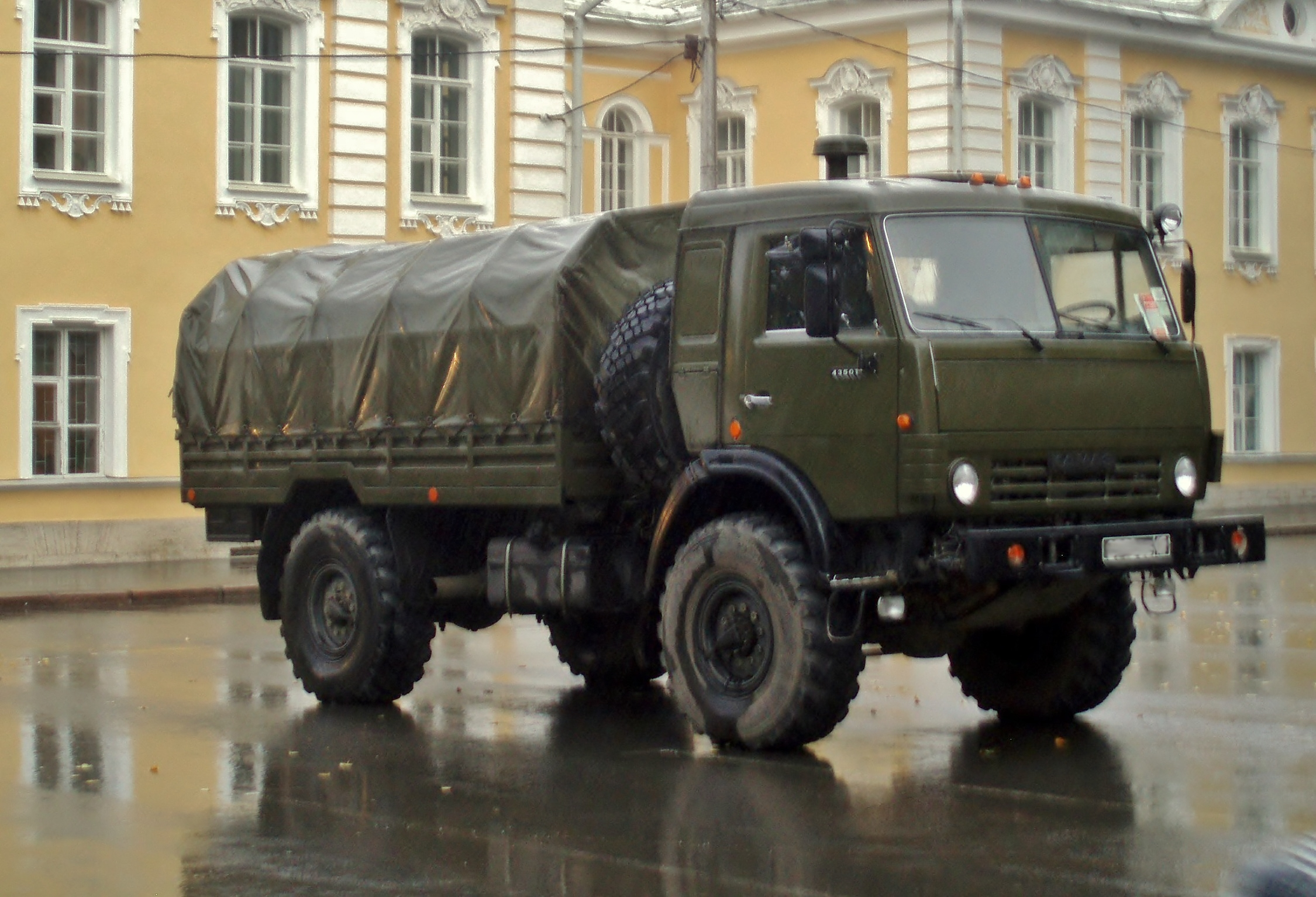
Camion KamAZ-43501 de l'armée Russe.

KamAZ est l'un des constructeurs automobiles à avoir durablement survécu à la chute de l'Union soviétique, et ce de façon profitable.
Le catalogue compte aujourd'hui une trentaine de modèles, tant à usage civil que professionnel ou militaire. En 2006, KamAZ a produit 47 937 véhicules, dont 89,4 % de poids lourds. Sur le segment des poids lourds, KamAZ représenta cette même année 54,4 % de la production russe, mais seulement 6,6 % de la production européenne et 1,46 % de la production mondiale.
En plus de ses usines russes de Naberejnye Tchelny, au Tatarstan, et de Neftekamsk, en Bachkirie, KamAZ dispose de lignes de production en Pologne, au Kazakhstan, en Azerbaïdjan, Ukraine, Éthiopie, en Iran (en partenariat avec Rakhsh Khodro) et au Vietnam.
L'agence d'État russe Rosoboronexport, par laquelle 30 % des exportations de KamAZ passent, envisageait en 2006 une prise de contrôle du constructeur. Le but du gouvernement russe était de regrouper l'industrie automobile nationale, mais ce projet n'a pas vu le jour.
Depuis 2008, Daimler AG est le partenaire industriel stratégique de KamAZ, ayant acquis 11 % de son capital aux côtés de la BERD, prenant 4 % en 2010, auprès de la banque d'investissement russe Troika Dialog qui en détenait 21,1 %.
En 2016, le chiffre d'affaires de la société s'élevait à 1,3 milliard d'euros.

## Histoire
Dans les années 1960, la demande de camions moyens et lourds est très forte en Union soviétique, demande qui ne peut pas être satisfaite par les usines existantes. C'est pour cela que le Comité Central du parti communiste décide, en 1969, la création d'une nouvelle usine de production complète dans la ville de Naberežnye Čelny. Les travaux de construction de l'usine débute le 13 décembre 1969 qui, sans aucune aide extérieure, est édifiée en cinq ans. Le premier véhicule sort de l'usine le 16 février 1976. 70 % des machines nécessaires ont été importées des Etats-Unis (Swindell-Dressler, Holcroft, CE-Cast, Ingersoll Rand), Allemagne (Busch, Hüller Hille, Liebherr), Italie (Morando, Excella, Fiat), Suède (Sandvik) et Japon (Komatsu & Hitachi). Le site de production comprend dix grands ateliers spécialisés d’une capacité maximale théorique de production de 65 000 camions, 1 000 autobus et 75 000 moteurs Diesel par an. Le constructeur KamAZ est ainsi devenu un important constructeur de véhicules utilitaires. 
En juin 1979, KamAZ fête le 100 000e camion produit.
En 1981, le Comité Central impose au constructeur de se diversifier et signe un accord de coopération avec Fiat pour se lancer dans la construction d'automobiles. À l'époque, en Union soviétique, les seules voitures particulières disponibles sont les fameuses VAZ, connues en Europe sous la marque Lada, et qui ne sont autres que des variantes locales de l'antique Fiat 124 de 1964 produites à plus de 600 000 exemplaires par an. La demande de voitures plus petites est forte. Il est alors décidé de lancer une automobile du gabarit de la Fiat 126. Le groupe italien Fiat se retire lorsque les dirigeants soviétiques n'arrivent pas à valider lequel des prototypes présentés sera mis en fabrication. Il faut attendre encore deux ans pour voir apparaître la petite Oka dont le premier exemplaire sort de la nouvelle usine SeAZ de Serpoukhov 21 décembre 1987. 
Le 25 juin 1990, l'usine d'État devient une société anonyme par actions, donc privatisée. 
Le 14 avril 1993, l'usine de moteurs est ravagée par énorme incendie.
En décembre 2008, KamAZ ouvre son capital à l'allemand Mercedes-Benz, à hauteur de 10%.

## Le groupe KamAZ
Le groupe KamAZ comprend plus de 110 filiales et sociétés associées et dispose de participations dans environ 50 entreprises. Le groupe comprend : 
- l'usine principale de Naberezhnye Chelny, production de camions ;
- NefAZ - Neftekamsky Avtosavod à Neftekamsk, production d'autobus, remorques et semi-remorques, constructions spéciales et matériel agricole ;
- KamAZ Métallurgie ;
- Fonderie et emboutissage ;
- KamAZ Diesel ;
- KamAZ Remdiesel ;
- Service technique KamAZ ;
- Société commerciale et financière KamAZ ;
- KIP Master ;
- Centre Scientifique Technique de KamAZ ;
- KamAZ fabrication d'instruments spéciaux ;

## Engagement en rallye-raid
KamAZ participe aux épreuves de rallye-raid dans la catégorie camion, le Rallye Dakar au premier chef. Les KamAZ ont d'ailleurs particulièrement brillé sur les routes de Dakar en remportant le classement général camion à 19 reprises, ainsi que l'Africa Eco Race à quatre reprises et le rallye de la Route de la Soie à dix reprises.
Principales victoires des pilotes KamAZ en rallye-raid :
| Pilote             | Rallye Dakar                               | Africa Eco Race    | Rallye de la Route de la Soie  |
| ------------------ | ------------------------------------------ | ------------------ | ------------------------------ |
| Vladimir Chagin    | 2000, 2002, 2003, 2004, 2006, 2010 et 2011 |                    |                                |
| Dmitry Sotnikov    | 2021 et 2022                               |                    | 2013, 2017, 2021, 2022 et 2024 |
| Eduard Nikolaev    | 2013, 2017, 2018 et 2019                   |                    | 2010                           |
| Anton Shibalov     |                                            | 2013, 2015 et 2016 | 2019                           |
| Andrey Karginov    | 2014 et 2020                               | 2017               | 2018                           |
| Firdaus Kabirov    | 2005 et 2009                               |                    | 2009                           |
| Ayrat Mardeev      | 2015                                       |                    | 2012 et 2016                   |
| Viktor Moskovskikh | 1996                                       |                    |                                |

## Modèles civils
- KamAZ 4308 - châssis cabine 4 × 2 lancé en 2004, le plus petit camion de la gamme,
- KamAZ 43114 - camion 6 × 6 2e génération, lancé en 1995 en version civile & militaire. La version civile a été remplacée par 43118,
- KamAZ 43118 - camion 6 × 6 3e génération, lancé en 1995, remplace le 43114, la version militaire a été remplacée en 2003 par le 5350,
- KamAZ 43253 - châssis 4 × 2 lancé en 2001,
- KamAZ 4326 - châssis cabine 4 × 4 lancé en 1995,
- KamAZ 44108 - tracteur 6 × 6 (2001-2014),
- KamAZ 45143 - camion benne 6 × 4 remplacé par le 55102,
- KamAZ 5320 - camion benne basculante & ridelles 6 × 4 (1976-2000), remplacé par 53212,
- KamAZ 53212 - camion ridelles 6 × 4 (1980-2002), remplacé par 53215,
- KamAZ 53215 - camion ridelles 6 × 4, lancé en 1995, remplacé par le 65117,
- KamAZ 53228 - Châssis cabine 6 × 4 (1989-2009), pour équipements spéciaux comme grue mobile ou grumier,
- KamAZ 53229 - châssis cabine 6 × 4 (1995-2014) remplacé par le 65117,
- KamAZ 53605 - châssis 4 × 2 lancé en 2005,
- KamAZ 5410 - tracteur 6 × 4 (1976-2006), remplacé par le 54112,
- KamAZ 54112 - tracteur 6 × 4 (1980-2006) remplacé par le 54115,
- KamAZ 54115 - tracteur 6 × 4 (1995-2011), remplacé par le 65116,
- KamAZ 5460 - tracteur 4 × 2, lancé en 2003, remplacé par le 5490,
- KamAZ 55102 - camion ridelles 6 × 4 (1980-1990), remplacé par le 45143
- KamAZ 55111 - camion benne de chantier 6 × 4 (1988-2012),
- KamAZ 6460 -  tracteur 6 × 4 lancé en 2003, remplacé par le 65806,
- KamAZ 65111 - camion benne de chantier 6 × 6 lancé en 2003,
- KamAZ 65115 - camion benne de chantier 6 × 4 lancé en 1995, remplacé par le 6520,
- KamAZ 65116 - tracteur 6 × 4 lancé en 2005,
- KamAZ 65117 - camion ridelles 6 × 4
- KamAZ 6520 - camion benne de chantier 6 × 4 lancé en 2002, remplacé par le 6580,
- KamAZ 6522 - camion benne de chantier 6 × 6 lancé en 2002, remplacé par 65802,
- KamAZ 65224 - version porteur 6 × 6 du tracteur 6x6 civil et militaire lancé en 2004
- KamAZ-65225 - tracteur 6 × 6 civil et militaire lancé en 2004
- KamAZ 6540 - camion benne de chantier 8 × 4 lancé en 1996,
- KamAZ-6560 - camion militaire 8 × 8 avec une seule version civile pour la lutte contre les incendies, lancé en 2005
- KamAZ-65802 - camion benne 6 × 6 avec cabine Mercedes, lancé en 2016.

## Modèles militaires
En service dans l'armée russe :
- KamAZ BPM-97 véhicule 4 × 4 blindé lancé en 1999,

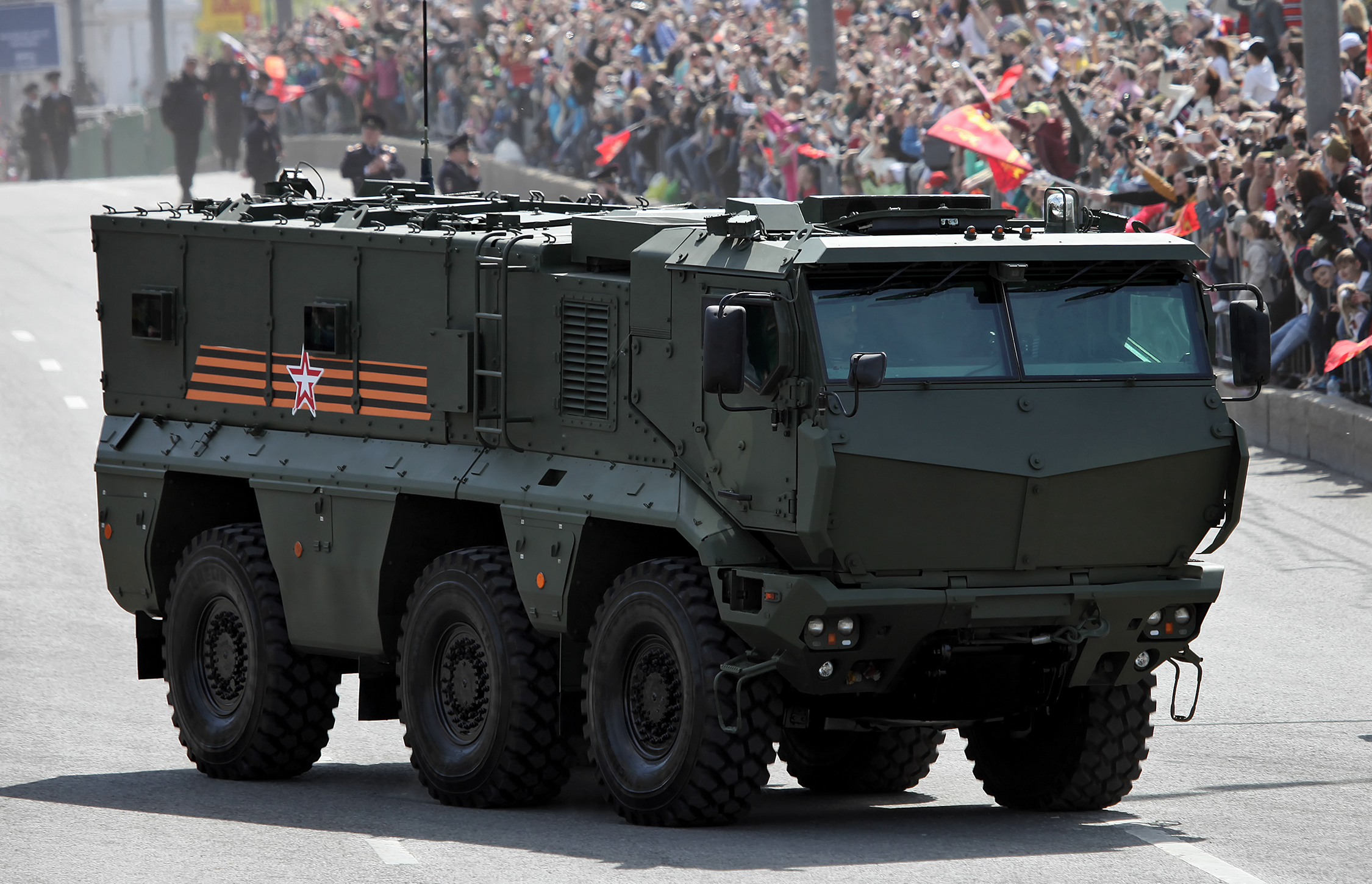
KamAZ Typhoon en parade à Moscou le 9 mai 2015

- KmaAZ 4310 - camion 4 × 4 de 1ère génération remplacé par 43114
- KamAZ-4350 - version militaire du 4326,
- KamAZ-5350 - lancé en 2003, il succède au 43118 militaire et a été remplacé par le 53501,
- KamAZ-6350 - camion 8 × 8 lancé en 1998, remplacé par le 63501,
- KamAZ-6560 - camion 8 × 8 lancé en 2005,
- KamAZ-7850 - gamme complète de camions militaires tracteur-érecteur-lanceur et véhicule radar. Existe en trois versions : 7850 camion 16 × 16 de 85 tonnes, 78509 en 12 × 12 de 80 t 78504 de 90 t et 78508 en 8 × 8 pour le transport d'avions,
- KamAZ-53501 - camion 6 × 6 lancé en 2003,
- KamAZ-63501 - camion 8 × 8 lancé en 2004, remplacé en 2005 par le 6560,
- KamAZ-65424
- KamAZ-65225
- KamAZ Typhoon ou KamAZ-63968 - véhicule blindé de transport de troupes, lancé en 2015. Disponible en versions 4 × 4, 6 × 6 et 8 × 8

## Modèles de rallye-raid
- KamAZ 4911 - 4x2
- KamAZ-49252
- KamAZ-49256
- KamAZ-635050 – véhicule d'accompagnement lancé en 2003 - moteur Cummins 530 kW / 720 Ch DIN.